# Beker van Libië
De Beker van Libië (Al Fatah Cup) is het nationale voetbalbekertoernooi in Libië dat door de Libyan Football Federation (LFF) wordt georganiseerd. Het bekertoernooi wordt volgens het knock-outsysteem gespeeld.

## Geschiedenis
In 1975 werd voor het eerst om de Beker van Libië gestreden. Tussen 1978 en 1995 werd er maar drie keer een bekertoernooi gespeeld, de overige jaren werd de nummer twee in de competitie om de landstitel als “bekerwinnaar” aangewezen om deel te kunnen nemen aan de CAF Beker der Bekerwinnaars. Vanaf 1996 werd er een reguliere bekercompetitie gespeeld onder de naam Al Fatah Cup.

## Finales
| Jaar | Winnaar            | Uitslag      | Finalist                |
| ---- | ------------------ | ------------ | ----------------------- |
| 1975 | Al Ahly Tripoli    |              |                         |
| 1976 | Al Ahly Tripoli    | 2-0          | Al Akhdar Derna (Derna) |
| 1977 | Al Madina Tripoli  | 1-0          | Al Hilal Benghazi       |
| 1978 | Al Nasr Benghazi   |              |                         |
| 1979 | geen bekertoernooi |              |                         |
| 1980 | Al Ahly Benghazi   |              |                         |
| 1981 | Al Ahly Benghazi   |              |                         |
| 1982 | Al Nasr Benghazi   |              |                         |
| 1983 | Al Ahly Tripoli    |              |                         |
| 1984 | Al Nasr Benghazi   |              |                         |
| 1985 | Al Ahly Tripoli    |              |                         |
| 1986 | Al Ittihad Tripoli |              |                         |
| 1987 | Libya FC           |              |                         |
| 1988 | Al Ahly Benghazi   | 1-1 ns (4-3) | Al Ittihad Tripoli      |
| 1989 | Al Soukour         |              |                         |
| 1990 | Al Madina Tripoli  |              |                         |
| 1991 | Al Ahly Benghazi   |              |                         |
| 1992 | Al Ittihad Tripoli | 1-0          | Al Jamarek              |
| 1993 | Al Wahda Tripoli   |              |                         |

| Jaar                         | Winnaar            | Uitslag      | Finalist                        |
| ---------------------------- | ------------------ | ------------ | ------------------------------- |
| 1994                         | Al Ahly Tripoli    | 2-0 r        | Al Ittihad Tripoli              |
| 1995                         | Al Ahly Tripoli    |              |                                 |
| Al Fatah Cup                 |                    |              |                                 |
| 1996                         | Al Ahly Benghazi   | 2-0          | Al Ittihad Al Asskary (Tripoli) |
| 1997                         | Al Nasr Benghazi   | 1-1 ns (4-3) | Al Yarmouk                      |
| 1998                         | Al Shat Tripoli    | 1-1 ns (4-2) | Al Hilal Benghazi               |
| 1999                         | Al Ittihad Tripoli | 2-0          | Al Tahaddy Benghazi             |
| 2000                         | Al Ahly Tripoli    | 2-0          | Al Swihli (Misratah)            |
| 2001                         | Al Ahly Tripoli    |              |                                 |
| 2002                         | Al Hilal Benghazi  |              |                                 |
| 2003                         | Al Nasr Benghazi   |              | Al Ittihad Tripoli              |
| 2004                         | Al Ittihad Tripoli | 0-0 ns (8-7) | Al Hilal Benghazi               |
| 2005                         | Al Ittihad Tripoli | 3-0          | Al Akhdar (Al Bayda)            |
| 2006                         | Al Ahly Tripoli    | 2-1          | Al Olympic (Az Zawiyah)         |
| 2007                         | Al Ittihad Tripoli | 1-0          | Al Akhdar                       |
| 2008                         | Khaleej Syrte      | 1-0          | Al Madina Tripoli               |
| 2009                         | Al Ittihad Tripoli | 2-2 ns (3-2) | Al Tersana (Tripoli)            |
| 2010                         | Al Nasr Benghazi   | 2-1          | Al Madina Tripoli               |
| 2011-2012 geen bekertoernooi |                    |              |                                 |

### Prestaties per club
| Aantal | Club               | Plaats   |   | Aantal            | Club     | Plaats |
| ------ | ------------------ | -------- | - | ----------------- | -------- | ------ |
| 9      | Al Ahly Tripoli    | Tripoli  | 1 | Libya FC          | Tripoli  |        |
| 7      | Al Ittihad Tripoli | Tripoli  | 1 | Al Soukour        | Tobroek  |        |
| 6      | Al Nasr Benghazi   | Benghazi | 1 | Al Wahda Tripoli  | Tripoli  |        |
| 5      | Al Ahly Benghazi   | Benghazi | 1 | Al Shat Tripoli   | Tripoli  |        |
| 2      | Al Madina Tripoli  | Tripoli  | 1 | Al Hilal Benghazi | Benghazi |        |
|        |                    |          | 1 | Khaleej Syrte     | Sirte    |        |

Algerije ·
Angola ·
Benin ·
Botswana ·
Burkina Faso ·
Burundi ·
Centraal-Afrikaanse Republiek ·
Comoren ·
Congo-Brazzaville ·
Congo-Kinshasa ·
Djibouti ·
Egypte ·
Equatoriaal-Guinea ·
Ethiopië ·
Gabon ·
Gambia ·
Ghana ·
Guinee ·
Guinee-Bissau ·
Ivoorkust ·
Kameroen ·
Kenia ·
Lesotho ·
Liberia ·
Libië ·
Madagaskar ·
Mali ·
Marokko ·
Mauritanië ·
Mauritius ·
Mozambique ·
Namibië ·
Niger ·
Nigeria ·
Oeganda ·
Réunion ·
Rwanda ·
Sao Tomé en Principe ·
Senegal ·
Seychellen ·
Sierra Leone ·
Soedan ·
Somalië ·
Swaziland ·
Tanzania ·
Togo ·
Tsjaad ·
Tunesië ·
Zambia ·
Zimbabwe ·
Zuid-Afrika